# دهستان چنارود شمالی
دهستان چنارود شمالی نام دهستانی در بخش چنارود شهرستان چادگان، استان اصفهان ایران است.

## جمعیت
براساس سرشماری مرکز آمار ایران در سال ۱۳۸۵، جمعیت آن ۴۲۷۴ نفر (۹۴۱ خانوار) بوده‌است.